# Hilton Grand Vacations Club on the Las Vegas Strip
Hilton Grand Vacations Club on the Las Vegas Strip es un complejo de hotel localizado en Las Vegas, Nevada. El complejo consta de dos torres, la torre 2 tiene 123 metros (405 pies) y la torre 1 tiene 90 metros (295 pies). La torre 2 es la vigésima novena torre más alta en la ciudad de Las Vegas y fue diseñada por MBH Architects.